# De arte venandi cum avibus

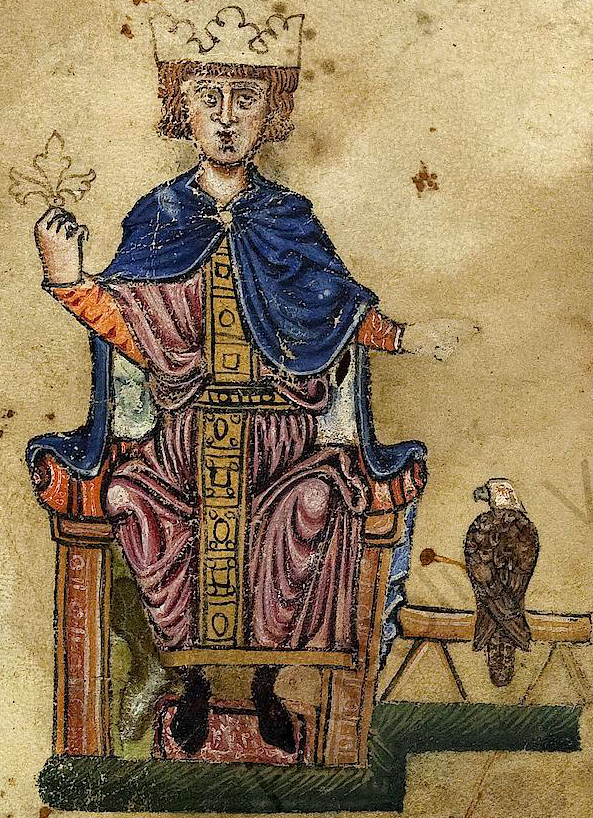
Afbeelding van keizer Frederik II op bladzijde twee van het manuscript

De Arte Venandi cum Avibus (De kunst van het jagen met vogels), Valkenboek, is een 13e-eeuws geïllumineerd Latijns manuscript geschreven door keizer Frederik II (ca. 1245). Het geldt onder valkeniers nog steeds als een standaardwerk, om de nauwgezetheid, volledigheid en autoriteit. Het is een natuurwetenschappelijk werk van hoog niveau: het onderwerp is wetenschappelijk, systematisch benaderd.
Frederik was vermoedelijk in 1230 al aan het boek begonnen, het is de vrucht van tientallen jaren studie. Hij is de eerste auteur die de vogelwereld tot onderwerp van wetenschappelijke studie maakt, een waar natuurwetenschapper en hij kan gelden als grondlegger van de moderne ornithologie.

## Manuscript
Er zijn van het valkenboek meerdere handschriften en twee vroege drukken bewaard gebleven.
Het originele 'pronk'exemplaar is vermoedelijk verloren gegaan bij de belegering van Parma in 1248. Een kopie die zijn zoon Manfred van de twee koloms 111 folia perkamenten codex had laten maken, het Manfred-handschrift, bevindt zich in de bibliotheek van het Vaticaan. Dit manuscript over de valkenjacht bevat, duidelijk gemarkeerde, toevoegingen van de hand van Manfred en meer dan 500 afbeeldingen van verschillende vogels die door de gedetailleerde weergave, tot in de pluimage aan toe, worden beschouwd als een essentieel onderdeel van het boek.

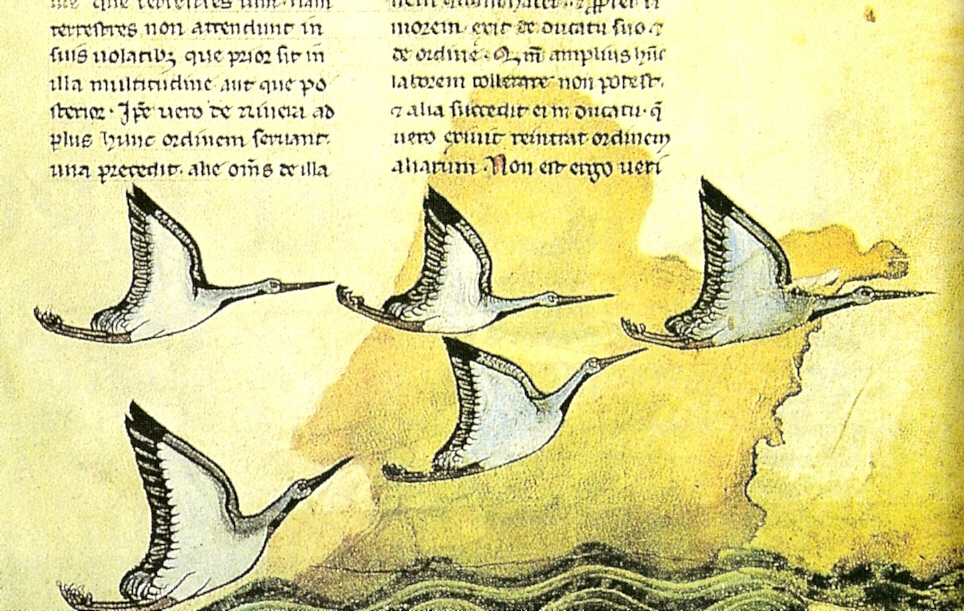

## Zes delen

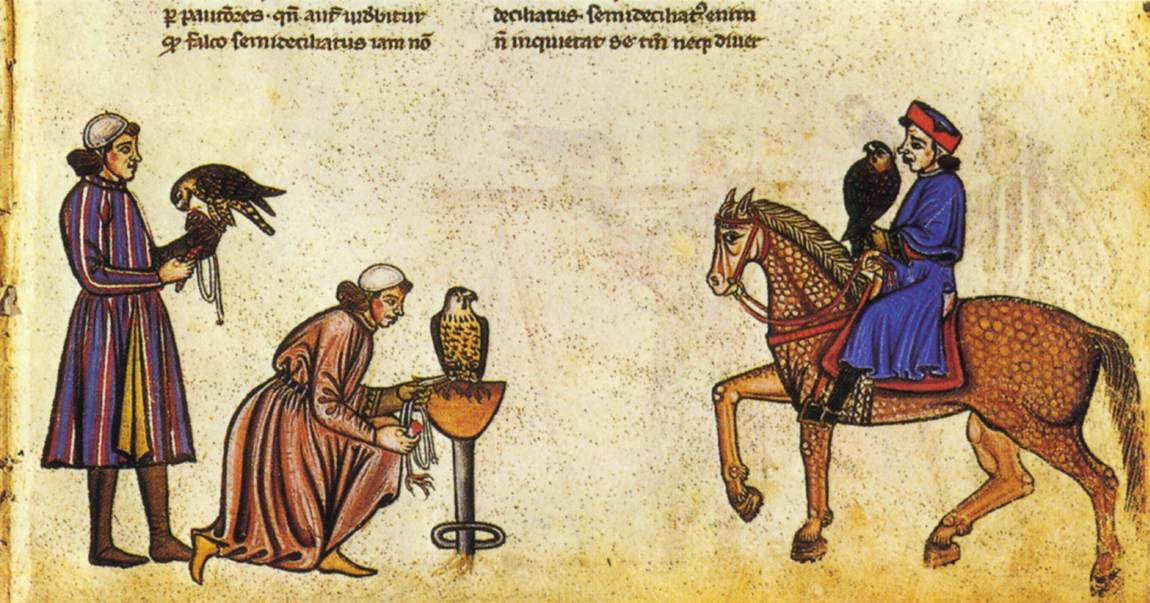
Valkeniers en jager te paard

Het Valkenboek bestaat uit zes delen:
- deel een, kennis van de vogels, is een determinatie van 130 vogelsoorten, die als prooidieren kunnen gelden voor de valkenjacht. Er zijn ruim 90 'verrassend accurate' illustraties bij, waarschijnlijk gedeeltelijk van de hand van de keizer zelf: hij kon goed tekenen.
- deel twee en drie gaan over tientallen soorten valken en hun natuurlijk gedrag. Er is een handleiding voor het verzorgen, 'zeeg' maken (temmen) en 'treinen' (africhten) van de vogels. Frederiks nieuwe vinding, overgenomen van Arabische valkeniers, is de 'huif', het leren kapje, dat op de kop van de valk kan worden geplaatst, waardoor het dier kalmeert. Frederik voerde het gebruik van de huif in het Westen in en verbeterde het met luchtgaten voor extra ventilatie.
- deel vier, vijf en zes gaan over vormen van jacht, zoals de 'hoge vlucht' (de 'nobelste' soort): de jacht met giervalken en sakervalken op kraanvogels en reigers.